# HMS Calcutta (D82)
Pour les autres navires du même nom, voir HMS Calcutta.
Pour les articles homonymes, voir D82.
Le HMS Calcutta est un croiseur léger de classe C construit pour la Royal Navy à la fin des années 1910.
Le Calcutta est mis sur cale aux chantiers navals Vickers de Barrow-in-Furness (Angleterre) le 18 octobre 1917, il est lancé le 9 juillet 1918 et mis en service le 28 août 1919 sous le commandement du capitaine Herbert Annesley Packer.
Opérationnel après la fin de la Première Guerre mondiale, le navire est converti en croiseur antiaérien peu avant la Seconde Guerre mondiale. Il servit au cours de la campagne norvégienne et à l'évacuation de Dunkerque en 1940 avant d'escorter des convois alliés à travers la Méditerranée au cours duquel il fut coulé en juin 1941 par des avions de la Luftwaffe au large d'Alexandrie, en Égypte.

## Historique
Après sa mise en service, le Calcutta rejoint le 8e escadre de croiseurs légers de la formation North America and West Indies Station en tant que navire amiral. Le 6 mars 1920, quelques membres de son équipage sont envoyés sur le cargo américain SS Balabac afin de lutter contre l'incendie qui fait rage à bord du navire ancré au port de Port-d'Espagne. Le croiseur opère depuis les bases d'Amérique du Nord et des Antilles jusqu'en 1926, date à laquelle il subit des dommages structurels après avoir été projeté contre une jetée lors d'un ouragan aux Bermudes le 21 octobre.
Après des réparations et une période de mise en réserve, le Calcutta reprend du service le 18 septembre 1929 en tant que vaisseau amiral de la 6e escadre de croiseurs de l'Africa Station (en) basée à Simon's Town, en Afrique du Sud, avant de revenir au Royaume-Uni pour une remise en réserve en 1931.
En août 1938, sa conversion en croiseur antiaérien débute au chantier naval de Chatham. Huit canons de 4 pouces QF Mk XVI (quatre affûts doubles), un canons quadruple "pom pom" de 2 livres QF et deux affûts quadruples de 12,7 mm Vickers sont montés. La conversion s'achève en juillet 1939.

### Seconde Guerre mondiale
Après sa conversion en croiseur antiaérien, le Calcutta rejoint la Home Fleet en août 1939 et en septembre, rejoint la Humber Force, opérant comme escorte antiaérien pour les convois en mer du Nord. Bien qu'étant de retour dans la Home Fleet en février, le croiseur continua ses missions d'escorte en collaboration avec la Humber Force.
En avril 1940, le croiseur fait route vers le nord à la suite de l'invasion allemande de la Norvège. Du 22 au 23 avril, en compagnie du croiseur Birmingham, du destroyer Maori, du sloop Auckland et des destroyers français Bison et Foudroyant, le Calcutta escorte le transport de troupes français Ville d'Alger afin de débarquer des troupes à Namsos, mais les opérations sont perturbées par le mauvais temps. Le 30 avril, les opérations d'évacuations des troupes britanniques et françaises d'Åndalsnes débutent, le Calcutta fournissant une couverture anti-aérienne. Le croiseur et le sloop évacuèrent l'arrière-garde d'Åndalsnes dans la nuit du 1er mai, le Calcutta embarquant 756 officiers et hommes.
À la fin de mai 1940, le Calcutta participe à l'opération Dynamo, l'évacuation du corps expéditionnaire britannique de Dunkerque. Il évacue 656 hommes dans la nuit du 27 au 28 mai 1940 depuis La Panne, et 1 200 autres dans la nuit du 28 au 29 mai, opérant de nouveau à Dunkerque dans la nuit du 31 mai au 1er juin, avant d'être endommagé par des bombes allemandes le 2 juin.
Après l'évacuation de Dunkerque, les forces britanniques continuèrent à opérer en France, notamment durant l'opération Ariel lors de la seconde moitié de juin 1940, où le reste des forces britanniques présentes dans les ports de l'ouest de la France furent évacuées. Le Calcutta assura la couverture antiaérienne durant les évacuations de Saint-Jean-de-Luz du 23 au 25 juin, peu après l'Armistice entre la France et l'Allemagne. Lors de son retour avec les destroyers canadiens HMCS Restigouche et Fraser, le Calcutta entra en collision et coupa en deux le Fraser au large de l'estuaire de la Gironde au soir du 25 juin ; la proue coula rapidement tandis que la poupe fut sabordé par le Restigouche. Le croiseur ne fut pas endommagé.
Le 30 août, le Calcutta appareille de Gibraltar dans le cadre de l'opération Hats, ayant pour but de renforcer la Mediterranean Fleet basée en Égypte, tout en escortant simultanément l'approvisionnement de Malte. Le Coventry et le cuirassé Valiant livrèrent du personnel et des provisions à Malte le 2 septembre. Le 8 octobre 1940, le Calcutta, en compagnie du Coventry et quatre destroyers, formèrent l'escorte rapprochée du convoi MF3 à Malte, arrivant à destination le 11 septembre, les Calcutta et Coventry faisant partie de l'escorte du convoi MF4.
Le Calcutta fournit ensuite un soutien antiaérien pour les cuirassés Warspite, Valiant et Barham durant le bombardement sur Bardia le 3 janvier, avant d'appareiller d'Alexandrie le 7 janvier dans le cadre de l'escorte du convoi de Malte MW5. En mars 1941, le Calcutta escorte une série de convois de troupes, connus sous le nom d'opération Lustre, transportant quatre divisions britanniques d'Égypte vers la Grèce. Les italiens tentèrent d'attaquer les convois lors de la bataille du cap Matapan au cours duquel les croiseurs lourds italiens Fiume, Pola et Zara furent coulés.
Le 18 avril 1941, le Calcutta navigue avec la Mediterranean Fleet en escortant le transport Breconshire jusqu'à Malte, continuant à escorter la flotte en bombardant le port de Tripoli le 20 avril. Le 24 avril, la flotte lance l'opération Demon, l'évacuation des forces britanniques et du Commonwealth de la Grèce, le Calcutta prenant part aux évacuations. Entre le 6 et le 12 mai, le croiseur appareille d'Alexandrie dans le cadre de l'escorte du convoi MW7 à destination de Malte, avant de rejoindre le convoi de l'opération Tiger transportant des chars de Gibraltar vers Égypte.
Le 20 mai, l'Allemagne lance l'invasion de la Crète par des troupes aéroportées. La flotte britannique en Méditerranée est déployé afin de lutter contre tout renforcement maritime des forces allemandes, comprenant trois groupes de croiseurs et de destroyers (Forces B, C et D), déployés dans le nord de la Crète pour intercepter les convois d'invasion, tandis qu'une force de cuirassés et de destroyers (Force A) fournit une couverture en cas d'attaque de la marine italienne. Le 19 mai, la Force C est attaquée par des avions allemands et italiens le 21 mai, le destroyer HMS Juno étant coulé. Le 22 mai, la Force C intercepte un convoi de caïques transportant des troupes allemandes à Héraklion, escorté par torpilleur italien Sagittario. Lorsque le convoi est dérouté, l'aviation allemande passa à attaque, obligeant le commandant de la Force C, le contre-amiral King, à rompre l'attaque. Les attaques aériennes endommagent notamment les croiseurs Naiad et Carlisle. Lorsque la Force C rejoint la force de couverture A, les Alliés essuies de nouvelles attaques, endommageant les cuirassés Warspite et Valiant et coulant les croiseurs Gloucester et Fiji et le destroyer Greyhound. La Force A reçoit l'ordre de rejoindre Alexandrie tôt le 23 mai afin de se réapprovisionner en munitions antiaériennes.
Le 27 mai, la détérioration de la situation en Crète entraîne l'évacuation des forces alliées. Les navires Calcutta et les croiseurs Coventry, Phoebe et Perth, les destroyers Jervis, Janus et Hasty et le transport Glengyle évacuent 6 000 hommes de Sfakia dans la nuit du 29 au 30 mai 1941. Dans la nuit du 31 mai au 1er juin 1941, le croiseur Phoebe, le mouilleur de mines Abdiel et les destroyers Kimberley, Hotspur et Jackal évacuent 3 710 hommes supplémentaires. Les Calcutta et Coventry appareillent d'Alexandrie le 1er juin afin de fournir une protection antiaérienne supplémentaire à cette force, mais les deux navires sont attaqués par deux bombardiers en piqué Junkers 88 du Lehrgeschwader 1 à 100 milles marins (185,2 km) au nord-ouest d'Alexandrie. Le Calcutta est touché par deux bombes et coule, emportant avec lui 107 hommes d'équipage. 255 autres sont sauvés par le Coventry.